# Miguel Ángel de Renzis
Miguél Ángel de Renzis (Buenos Aires, Argentina; 27 de julio de 1944) es un periodista, escritor, conductor televisivo y radial argentino.

## Carrera
Comenzó su carrera periodística de joven, como relator de partidos y periodista deportivo en la camada en la que se encontraban periodistas deportivos de renombre como Raúl Peyré, Daniel Adrián, Ricardo Podestá, Juan Carlos Rousselot, el santafesino Ricardo Porta, Ricardo Aldao, Ricardo Arias, Edgardo Román Gilabert, Carlos Parnisari y Humberto Dátola.
Con una larga trayectoria en el mundo radiofónico, plasmó su voz en el micrófono de emisoras como Radio Argentina, Radio Libertad, Radio Splendid, Radio Belgrano y Radio El Mundo desde la década de 1970. En su famoso ciclo De Renzis Ayer y hoy alcanzó una gran popularidad mediática por ser el periodista que mayor cantidad de insultos recibió en frente de las cámaras argentinas, por lo que se comenzó a reproducir en programas de archivo como Televisión Registrada y terminó viralizándose. Recibió muchos agravios tras comentar su voto a Eduardo Duhalde para las elecciones presidenciales de 1999.
En 1991 fue uno de los periodistas proclamados como precandidato a gobernador de la provincia de Buenos Aires por una de las líneas internas del Partido Peronista. Impuso el denominado "Voluntad Popular", al que adhirió el resucitado Partido Laborista. Trabajó en diversos escenarios para su agrupación "Argentina 2000" y entre los invitados a sus actos estaba Aldo Rico.
Fue director de la revista Fútbol Color, una publicación semanal que fundamentalmente se ocupaba del fútbol de ascenso en todas sus categorías, y tenía entre sus colaboradores a Luis Fontán, Víctor Francis, Ulises Marcelo Méndez, Emilio Campo, Morris Zaiat, Jorge Vilariño Vázquez, Saúl Pomaráz, Alejandro Fabbri y Rubén Falcón.
Se desempeñó también como presidente del Club Atlético Colegiales. Fue relator y solía confundir a los oyentes por repetir los relatos de los goles durante las transmisiones radiales. Es fanático de este equipo, con cierto suceso en las décadas de 1970 y 1980, y también es hincha de Racing Club.
También durante la época menemista se desempeñó como interventor de la emisora comercial Radio Excelsior, que durante su gestión transmitió el Fútbol solidario.
Como escritor publicó varios libros con apoyo de la editorial Fundación Evita, de la cual es presidente.

## Televisión
- 1987: La Revista del Domingo, junto a Osvaldo Yankillevich
- 1999: De Renzis: Ayer y Hoy, transmitido por el canal de cable P&E.

## Radio
Radio del Pueblo
- Fútbol Color

Radio Buenos Aires
- Fútbol Color

Radio El Mundo
- De Renzis por El Mundo

Radio Belgrano AM 650
- De Renzis ayer y hoy

## Libros
- 2007: El invencible: No jodan con Perón
- 2010: Peronismo: La última ideología.[4]
- Perón, mi vecino.[5]
- Evita eterna[6]
- 2014: Francisco, el eterno peronista.[7]